# Mathurin Jean Dufour
Mathurin Jean Dufour, né le 21 avril 1770 à Saint-Coulomb, mort le 28 mars 1856 à Saint-Coulomb, est un chouan pendant la Révolution française.

## Biographie
Fils d'un lieutenant des douanes. À la Révolution il adhère à l'Association bretonne en 1792, Il rejoint ensuite les chouans dans la division du Clos-Poulet. 
Actif entre Saint-Malo et Cancale, il s'occupa surtout à faire passer en Angleterre les émigrés et les messagers comme Joseph de Puisaye. Il devient le chef de la correspondance des Princes avec les chouans, et les royalistes de l'Anjou, de Vendée et du Maine. 
Il participa à l'organisation du traité de La Mabilais, mais après la signature du traité il fut arrêté en même temps que Cormatin, mais finit par être relâché.
En 1796, il succéda à Henri Baude de La Vieuville à la tête de la division de Saint-Malo et de Dol à la suite de la mort de ce dernier.
Après la paix de juillet 1796, il fut arrêté à Nantes en tant qu'émigré et ne fut libéré qu'en échange d'un enrôlement dans l'armée républicaine. Il resta dans l'armée durant tout l'Empire.
À la Restauration, il retourna s'établir à Saint-Coulomb après avoir obtenu une pension et devint maître d'école.

## Décoration
- Chevalier de l'Ordre royal et militaire de Saint-Louis en 1795[1].